# Svarvaren (Sättersta socken, Södermanland)
Svarvaren är en sjö i Nyköpings kommun i Södermanland och ingår i Svärtaåns huvudavrinningsområde. Sjön har en area på 0,709 kvadratkilometer och ligger 7,1 meter över havet. Sjön avvattnas av vattendraget Svärtaån (Sundbyån).

## Delavrinningsområde
Svarvaren ingår i det delavrinningsområde (653372-158519) som SMHI kallar för Utloppet av Svarvaren. Medelhöjden är 31 meter över havet och ytan är 19,69 kvadratkilometer. Räknas de 7 avrinningsområdena uppströms in blir den ackumulerade arean 103,15 kvadratkilometer. Avrinningsområdets utflöde Svärtaån (Sundbyån) mynnar i havet. Avrinningsområdet består mestadels av skog (45 procent), öppen mark (14 procent) och jordbruk (35 procent). Avrinningsområdet har 0,71 kvadratkilometer vattenytor vilket ger det en sjöprocent på 3,6 procent.